# Ixodes amarali
Ixodes amarali är en fästingart som beskrevs av Fonseca 1935. Ixodes amarali ingår i släktet Ixodes och familjen hårda fästingar. Inga underarter finns listade i Catalogue of Life.